# Teresa Rebull
Teresa Soler i Pi, más conocida por su nombre artístico Teresa Rebull (Sabadell, Barcelona, 21 de septiembre de 1919 - Banyuls-sur-Mer, Languedoc-Rosellón, Francia, 15 de abril de 2015), fue marxista, internacionalista, feminista y cantautora en lengua catalana exiliada en Francia tras la guerra civil española.

## Biografía
Hija de Balbina Pi y Gonçal Soler, dos revolucionarios y anarquistas, pasó la infancia entre diferentes ciudades como Barcelona, San Baudilio de Llobregat, Alcoy y Sabadell. 
En 1931, a la edad de 12 años, entró a trabajar en una fábrica textil de Sabadell. Cuatro años más tarde, en plena República, ingresó como funcionaria en la "Conselleria del Treball de la Generalitat". Se trasladó a vivir a la calle de San Pablo de Barcelona, donde contactó con militantes del POUM. Se afilió al Partido Obrero de Unificación Marxista (POUM) en 1936. Durante la guerra civil española colaboró como enfermera voluntaria en los locales de su partido. Participó de manera activa en las Jornadas de mayo de 1937, como consecuencia de esta actividad política fue detenida y encarcelada para ser interrogada. Teresa entonces tenía 20 años y consiguió escapar sin delatar a sus compañeros cuando las tropas franquistas estaban en las puertas de Barcelona. Permaneció algunos años en la clandestinidad hasta conseguir cruzar la frontera para establecerse primero en Marsella, y después en Régusse (a 70 km de Marsella), donde participó en la resistencia contra la ocupación nazi y trabajó en diversos organismos a favor de los refugiados.
Después de la guerra contactó con la izquierda de París y conoce a Jean-Paul Sartre, Juliette Gréco, Georges Brassens y Albert Camus. Durante ese período trabajó en diversos oficios. Tras el Mayo francés participó en el movimiento de la Nova Cançó catalana, enraizada en su comarca de adopción. Empezó a actuar en febrero de 1969 en Bourg-Madame, acompañada de artistas como Lluís Llach, Ovidi Montllor y Quico Pi de la Serra.
Teresa Rebull falleció a los 95 años, el 15 de abril de 2015, en la localidad de Banyuls-sur-Mer, donde residía.

## Obra
Durante los años 60 colaboró con diferentes revistas, como Cuadernos y Preuves. Puso música a poemas de poetas como Joan Salvat-Papasseit (Mester d'amor, 1977), con el que recibió el Premio Charles Cros, de Josep Sebastià Pons (Camí de l'argilada, 1986) y de Maria Mercè Marçal.
En 1999 editó el libro Tot cantant, su autobiografía. En 2000 editó el disco Tot cantant y en 2006, Visca l'amor, que toma el nombre del poema homónimo que se incluye en el disco, obra del poeta Joan Salvat-Papasseit. 

## Premios y reconocimientos
En 1992 recibió la Cruz de San Jorge de la Generalidad de Cataluña. El 6 de julio de 2006, Òmnium Cultural organizó un homenaje en su honor en el Palau de la Música Catalana de Barcelona, donde actuó por primera vez.

## Discografía
- Mester d'amor, 1977
- Camí de l'argilada, 1986
- Visca l'amor, Picap, 2006
- Papallones i més..., Picap, 2008